# کریستیان کامارگو
کریستیان کامارگو (انگلیسی: Christian Camargo؛ زادهٔ ۷ ژوئیهٔ ۱۹۷۱) یک فیلم‌نامه‌نویس، تهیه‌کننده، کارگردان و هنرپیشه اهل ایالات متحده آمریکا است.
از فیلم‌هایی که وی در آن نقش داشته‌است می‌توان به گرگ و میش: سپیده‌دم - قسمت دوم، گرگ و میش: سپیده‌دم - قسمت اول و مهلکه اشاره کرد.
در سال ۲۰۱۹ او در مجموعه دیدن در نقش تاماکتی جون یک ساحره یاب است .

## تلویزیون
| سال       | نام             | نقش          |
| --------- | --------------- | ------------ |
| ۲۰۱۳–۲۰۰۶ | دکستر           | برایان موزر  |
| ۲۰۰۹      | اشک‌های شادی     |              |
| ۲۰۱۴      | ابتدایی         | چریس سانتوس  |
| ۲۰۱۵      | خانه پوشالی     | مایکل کوریگن |
| ۲۰۱۷      | داستان عامه‌پسند | دراکولا      |
| ۲۰۱۹      | دیدن            | تاماکتی جون  |